# Brodawki korzeniowe

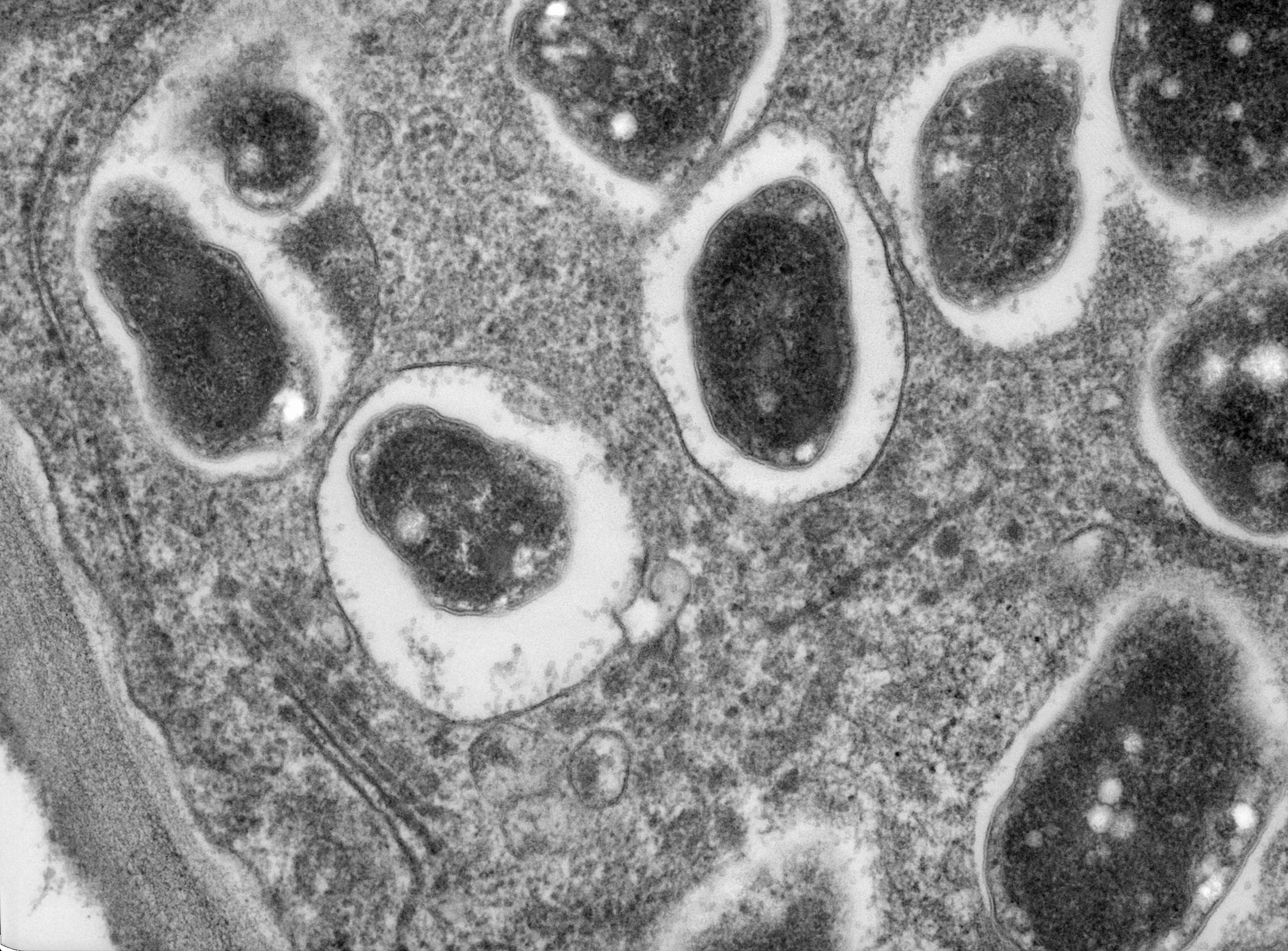
Przekrój brodawki korzeniowej soi warzywnej

Brodawki korzeniowe – struktury wytwarzane na korzeniach niektórych gatunków roślin stanowiące organy symbiozy między tymi roślinami i bakteriami. Brodawki powstają na korzeniach większości motylkowych (bobowatych) – u niemal wszystkich bobowatych właściwych i licznych bryzelkowych (w tym prawie wszystkich wyróżnianych dawniej jako mimozowe). Ich wnętrze zamieszkują bakterie brodawkowe (bakterie azotowe) z rodzaju Rhizobium, Bradyrhizobium i Azorhizobium. Z kolei brodawki określane też jako ryzotomnia, będące wynikiem symbiozy z promieniowcami występują na korzeniach roślin z rodzajów: garbownik, komptonia, oliwnik, olsza, prusznik, rokitnik, głożyna, rzewnia, szeferdia, woskownica. W odpowiednich warunkach panujących w brodawce korzenia bakterie wiążą azot cząsteczkowy (N2) do przyswajalnej przez rośliny formy. W symbiozie tej bakterie otrzymują wyprodukowane przez roślinę węglowodany.

## Typy brodawek korzeniowych

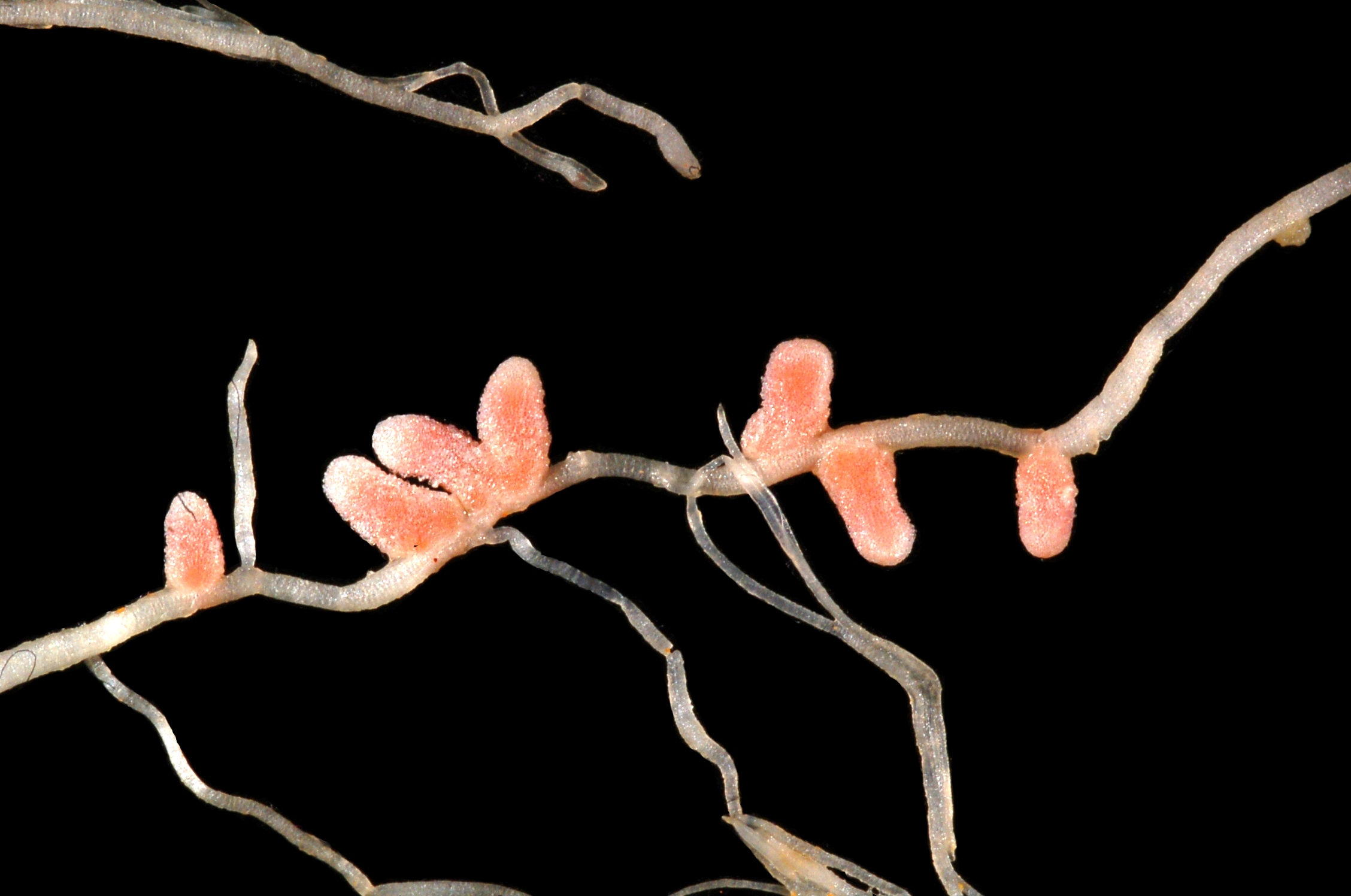
Brodawki niezdeterminowane na korzeniach Medicago italica

Schemat brodawki niezdeterminowanej. I – merystem, II – strefa infekcji, II-III – strefa wczesnej symbiozy, III – strefa dojrzałej symbiozy, IV – strefa starzenia.

Schemat brodawki zdeterminowanej

Ze względu na kształt wyróżniane są trzy typy brodawek korzeniowych u roślin motylkowych:
- Brodawki niezdeterminowane są cylindryczne. W rozwijającej się brodawce najbardziej zewnętrzna strefa to merystem brodawki. Pod nią znajduje się strefa infekcji. W kolejnej strefie, wczesnej symbiozy, dochodzi do dopasowania struktury i metabolizmu komórek rośliny i komórek bakterii. W strefie dojrzałej symbiozy zachodzi wiązanie azotu cząsteczkowego przez nitrogenazę. Jako kolejna występuje strefa starzenia się tkanki bakteroidalnej.
- Brodawki zdeterminowane są kształtu sferycznego. Tkanka brodawek nie jest zróżnicowana, a ich merystem jest aktywny tylko kilka dni.
- Brodawki kołnierzykowate mają wykształcone strefy, mogą funkcjonować przez cały sezon wegetacyjny, obrastając korzeń rośliny.

Brodawki będące organami symbiozy z promieniowcami są trwałe, silnie rozgałęzione i tworzą kuliste twory osiągające średnicę ponad 6 cm. 

## Powstawanie
Symbioza bakterii z rośliną rozpoczyna się od wydzielenia przez korzenie substancji sygnałowych należących do flawonoidów. W efekcie dochodzi do aktywacji genów nod bakterii obecnych w glebie. Rizobia rozpoczynają wytwarzanie czynnika Nod, lipooligochitozanu. Czynnik Nod, w warunkach ograniczonej dostępności azotu w glebie, pobudza do podziałów komórki kory pierwotnej korzeni. W efekcie rozwija się struktura brodawki korzeniowej. Dzięki wymianie sygnałów między organizmem bakteryjnym a rośliną, położenie i liczba brodawek jest ściśle regulowana. Geny nod zapewniają nie tylko wytworzenie czynnika Nod, lecz także dają bakteriom odporność na toksyczne związki, takie jak fitoaleksyny, wydzielane przez korzenie roślin do gleby. Gdy komórki bakterii znajdą się w pobliżu komórek rośliny dochodzi do infekcji, polegającej na endocytozie. Bakterie mają enzymy zdolne do rozkładu celulozy i innych składników ściany komórkowej. W efekcie endocytozy komórki bakteryjne zostają zamknięte w pęcherzyku stworzonym z błon komórki roślinnej. Błona peribakteroidalna chroni zainfekowaną komórkę przed potencjalnie negatywnym wpływem bakterii.
W przypadku symbiozy z promieniowcami ich nici wnikają z gleby do korzeni rośliny-gospodarza poprzez włośniki. Nici bakteryjne docierają do kory pierwotnej i dostają się do wnętrza jej komórek, te nabrzmiewają i tworzą postaci inwolucyjne.